# Cyril O'Reilly
Pour les articles homonymes, voir O'Reilly.
Cyril O'Reilly est un acteur américain, né le 8 juin 1958 à Los Angeles, en Californie (États-Unis).

## Filmographie
- 1980 : Skag (en) (TV)
- 1980 : Y a-t-il un pilote dans l'avion ? (Airplane!) : Soldier
- 1981 : Les Tueurs de l'éclipse (Bloody Birthday) : Paul (Lori's boyfriend)
- 1981 : Splendor in the Grass (TV) : Bud Stamper
- 1982 : Porky's : Tim
- 1983 : Porky's II: The Next Day : Tim
- 1983 : La Vie secrète d'une étudiante (An Uncommon Love) (TV) : Willie
- 1984 : Au cœur de l'enfer (Purple Hearts) : Zuma
- 1985 : Means and Ends
- 1986 : On Wings of Eagles (feuilleton TV) : Pat Scully
- 1987 : Opération soja (Carly's Web) (TV) : Frankie Bell
- 1988 : Dance of the Damned : The Vampire
- 1988 : Viva Oklahoma (Baja Oklahoma) (TV) : Weldon Taylor
- 1990 : Navy Seals : Les Meilleurs (Navy Seals) : Rexer
- 1991 : Rebelles (Across the tracks) : Coach Ryder
- 1993 : Philadelphia Experiment II : Decker
- 1993 : L'Amour adopté (en) (A Place to Be Loved) (TV) : Ralph Kingsley
- 1994 : The Cool Surface : Gary / Eric
- 1995 : Bloodfist VII: Manhunt : Tubbs
- 1995 : Excessive Force II: Force on Force : Deacon
- 1996 : The Cottonwood : Carlo Shain
- 1996 : The Unspeakable (TV) : Don Holroyd
- 1996 : Carnosaur 3 (Carnosaur 3: Primal Species) : Dolan le chef des terroristes
- 1997 : Eruption : Sam Conway
- 1997 : Midnight Blue : Dude
- 1998 : Black Dog de Kevin Hooks : Vince
- 1998 : TNT
- 1999 : The Protector : Tony Angeleno
- 1999 : Forever Fabulous : Cop
- 2001 : Face à l'ouragan (Windfall) (TV) : Wylie
- 2001 : Air Rage (vidéo) : Colonel Sykes
- 2002 : Stages : Scott
- 2003 : Flush : Frank
- 2003 : Murder, She Wrote: The Celtic Riddle (TV) : Paddy Whelen
- 2004 : Creating America's Next Hit Television Show (série TV) : Walter Montgomery #1
- 2007 : Le cœur n'oublie pas (Sacrifices of the Heart) (TV) : Ryan Wetson